# Sverre Magnus van Noorwegen
Sverre Magnus van Noorwegen (Oslo, 3 december 2005) is een Noorse prins.
Prins Sverre Magnus kwam ter wereld in het Rikshospitalet Akershus-Oslo. Hij is het tweede kind van kroonprins Haakon en het derde van kroonprinses Mette-Marit van Noorwegen. Hij is de derde in de lijn van de Noorse troonopvolging, na zijn vader en zijn zus prinses Ingrid Alexandra.
Prins Sverre Magnus zal geen Koninklijke Hoogheid zijn, maar louter Hoogheid, omdat hij geen deel uitmaakt van het Koninklijk huis, zo maakte koning Harald V in een speciale zitting van de ministerraad op 5 december 2005 bekend. Het Koninklijk huis en de Koninklijke familie zijn net zoals het Nederlandse koningshuis gescheiden.
Prins Sverre Magnus werd op 4 maart 2006 in Oslo gedoopt. Zijn dooppeters en -meters zijn: koningin Sonja, koningin Máxima, kroonprins Pavlos, prinses Rosario, Espen Høiby, Bjørn Steinsland en Marianne Gjellestad.